# Lavagem da Esquina do Padre
A Lavagem da Esquina do Padre (LEP) é uma tradicional festa de carnaval fora de época que tem lugar na cidade brasileira de Caetité, estado da Bahia, realizada anualmente desde 1987, no período que antecede o carnaval oficial. Integra, por lei, o calendário dos eventos culturais da cidade, desde 2016.
Consiste num cortejo que resgata tradições dos antigos carnavais caetiteenses que, saindo da praça da Feira Velha onde se concentram os foliões, muitos deles fantasiados ou vestidos de "caretas", percorre as principais vias da cidade, em geral no mês de janeiro de cada ano.
Sua importância para a cultura local e regional é marcante; neste sentido Caetité é conhecida como a "terra de Anísio Teixeira, ou como a cidade do cantor Waldick Soriano, como no evento cultural que acontece anualmente conhecido como a Lavagem da Esquina do Padre, que atrai centenas de pessoas de todo o Brasil." (grifos originais)

## Pressupostos
Desde a década de 1950 que os clubes sociais existentes na cidade de Caetité realizavam desfiles alegóricos que cortavam a cidade, rivalizando entre si o "Aero Club", dos "ricos", com o "Círculo Operário", dos "pobres"; neste contexto na década de 1960 surge a figura do "boi" criado por Idalino Barberino da Silva, que desfilava com os moradores da chamada "Feira Velha" num cortejo carnavalesco que também tinha batucadas e pessoas fantasiadas de "caretas".
A "esquina do Padre" remete à casa onde viveu o Monsenhor Osvaldo Pereira de Magalhães, padre ordenado em 1945 e que se dedicou à vida pastoral na cidade ao longo de seus noventa e oito anos de vida. O nome da festa incorporou o "lavagem" seguindo uma tradição festiva da capital do estado, Salvador. O padre acompanhou a comemoração que culminava com a esquina formada por sua residência à Praça da Catedral até o último ano de vida, na edição de 2014, "recebendo os foliões com seu traje de festa e ostentando sua simplicidade e doçura enquanto a festa acontece".
Essas tradições foram resgatadas pela comemoração, como a manifestação popular do "boi-bumbá" que é mantida pelo filho de Idalino, que tem o mesmo nome do pai.

## A festa da "Lavagem da Esquina"

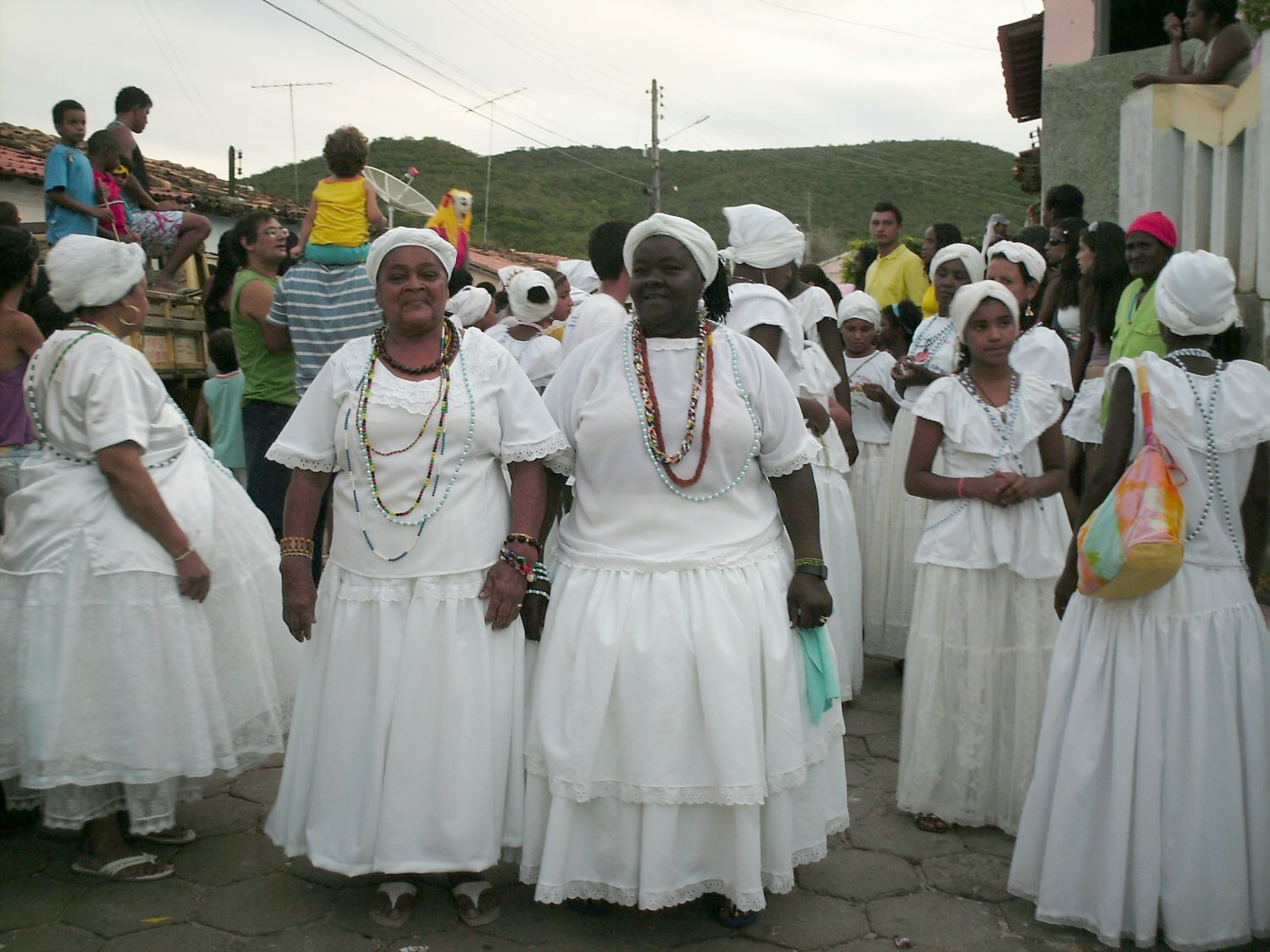
Baianas a caráter, LEP 2007.

Considerada a "maior festa popular da região", ao longo dos anos junto à LEP a prefeitura incorporou a micareta e o carnaval propriamente dito, prolongando a folia por três dias, dos quais "o cortejo é o coração da festa". Nele desfilam "foliões fantasiados, blocos independentes, grupos culturais, baianas, capoeira, caretas, bonecos e o tradicional Boi de Idalino, embalados pela fanfarra, revivendo os antigos carnavais".
Compõe ainda a festa a escolha prévia do Rei Momo e da Rainha e, durante o cortejo, ocorre a escolha e premiação das melhores fantasias individuais e coletivas.
No tradicional desfile de fantasias na edição de 2024, que ocorreu no dia 20 de janeiro, um grupo de estudantes ganhou destaque na imprensa nacional após se disfarçarem de repórteres da Rede Globo e, tendo o jovem Maurício Santos como jornalista, brincavam de entrevistar os foliões, conseguindo assim enganar a todos. Dentre os "entrevistados" estavam a deputada Ivana Bastos e o prefeito da cidade, Valtécio Aguiar, que declarou: "Essa brincadeira tem perfeitamente o espírito de descontração e alegria do nosso Carnaval da Diversidade. Parabéns pela criatividade e simpatia de todos!". Num dos comentários sobre a atuação do grupo anotaram que fizeram tão bem o papel de jornalistas que: “Passaram um ano esperando o carnaval pra não trabalhar. E passaram o carnaval trabalhando por diversão”. Segundo Maurício, o grupo de vinte e quatro amigos, a maioria da cidade de Malhada de Pedras, se espalhou na multidão para não levantar suspeitas, e ninguém desconfiou que era "trollagem".

## Galeria
Registros da 37.ª edição da Lavagem da Esquina do Padre, em 2023

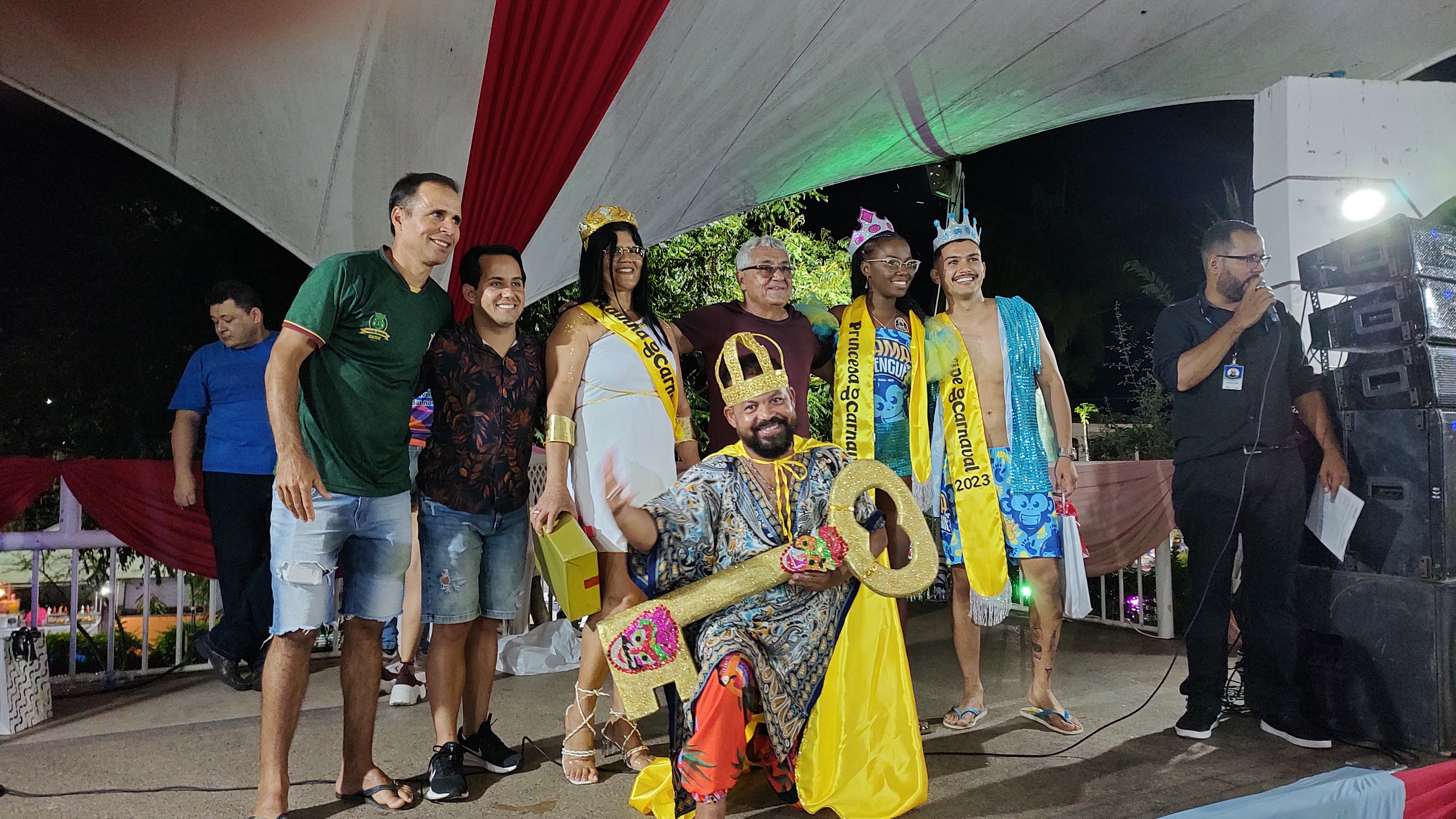
Entrega da chave da cidade ao Rei Momo pelo prefeito
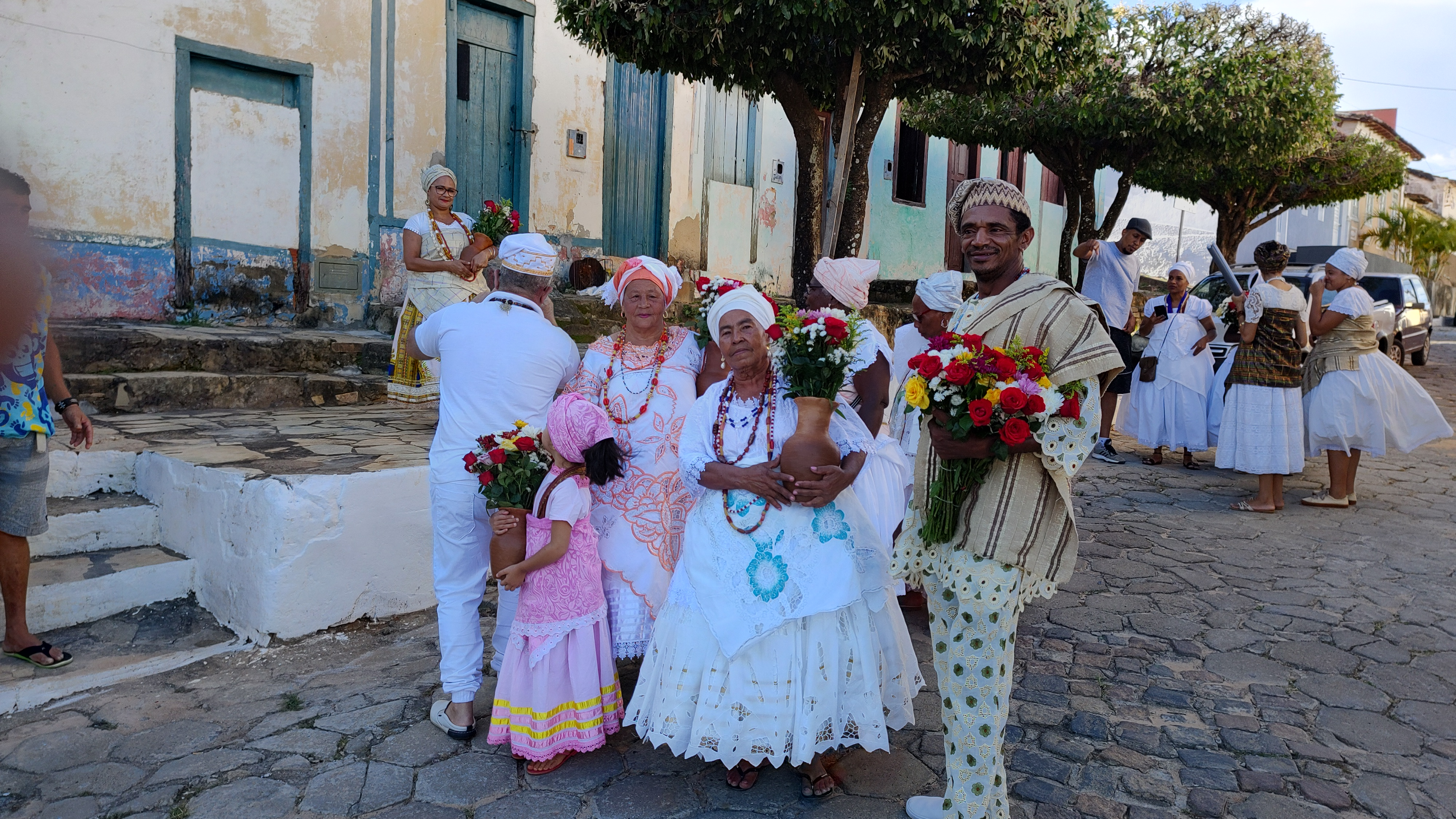
Baianas chegam para o desfile na rua Idalino Barberino
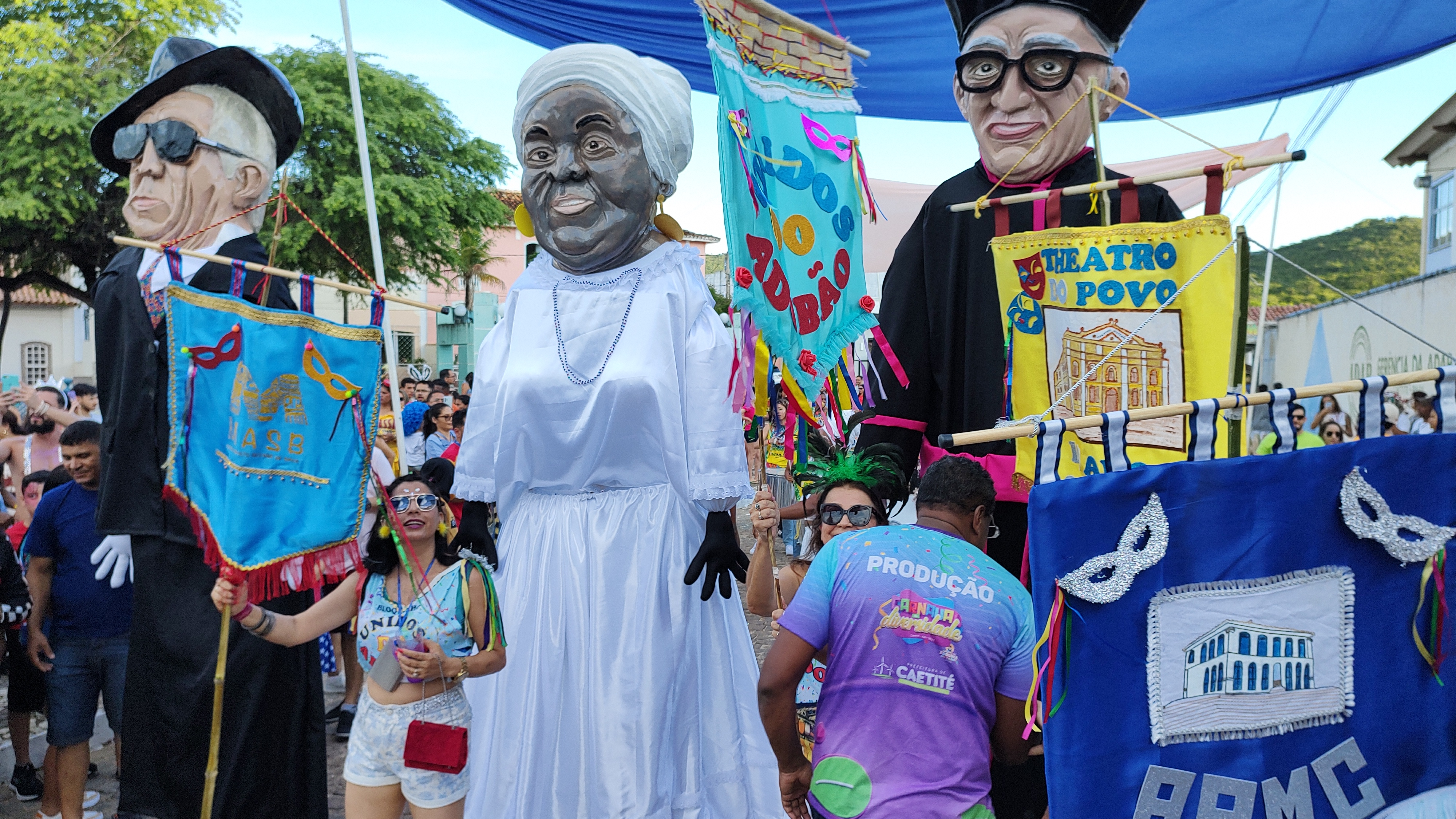
Bonecões relembram figuras da história local: Waldick Soriano, Maria de Lourdes de Jesus Sírio e Padre Vavá
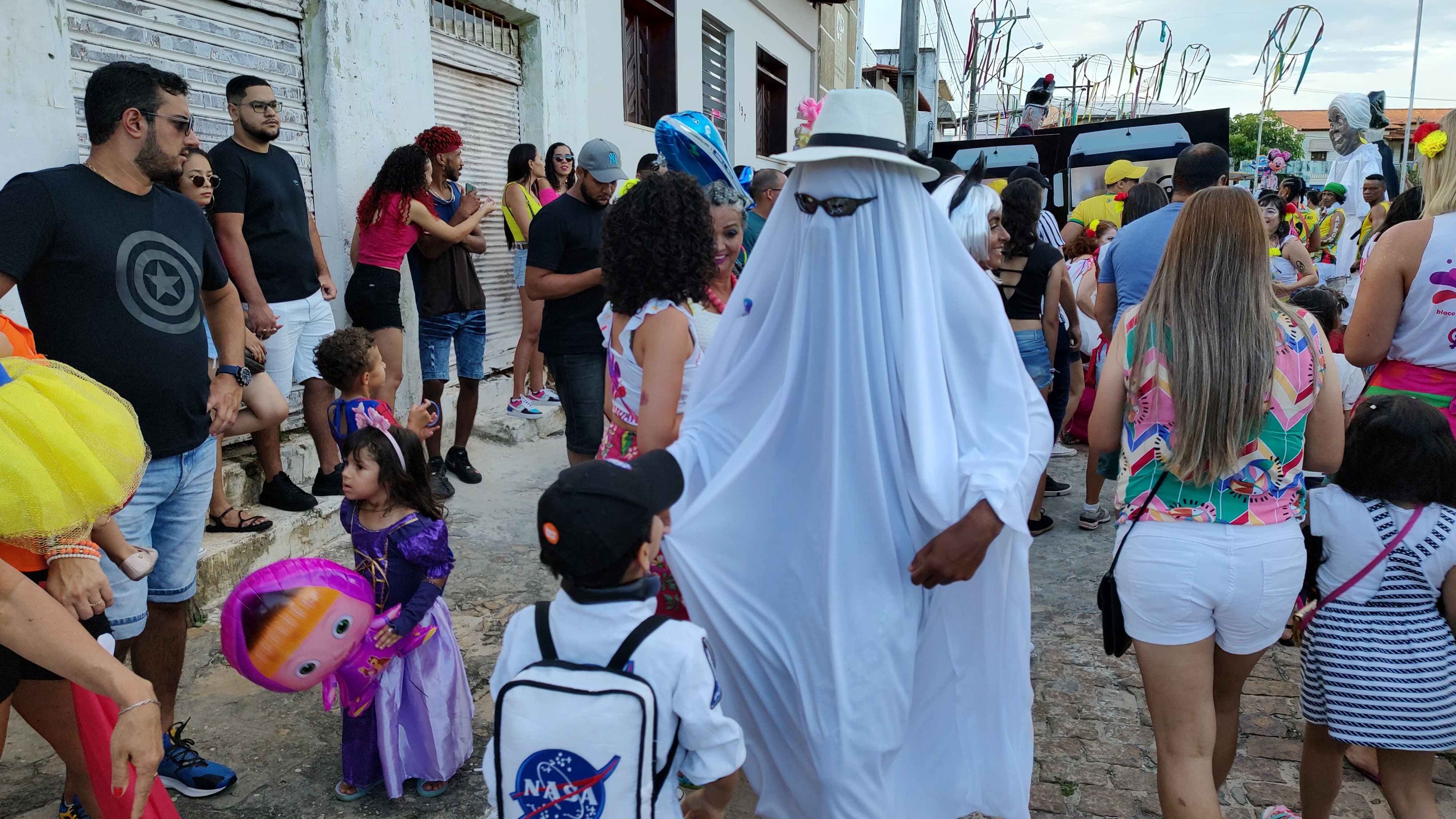
As pessoas se mascaram para o carnaval à moda antiga
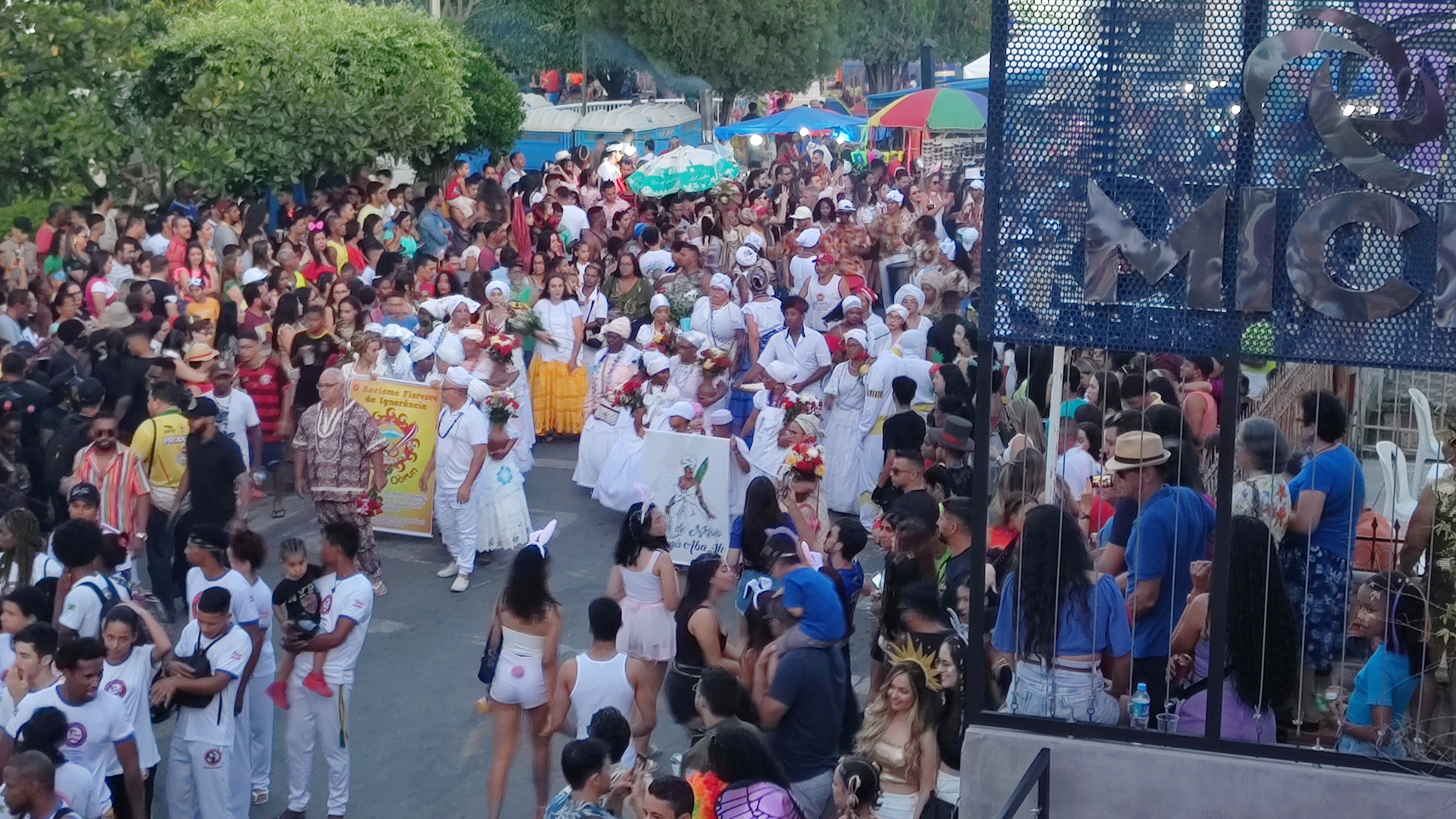
chegada do cortejo à Praça da Catedral com integrantes do Ilè Áşę Ògun Akorò
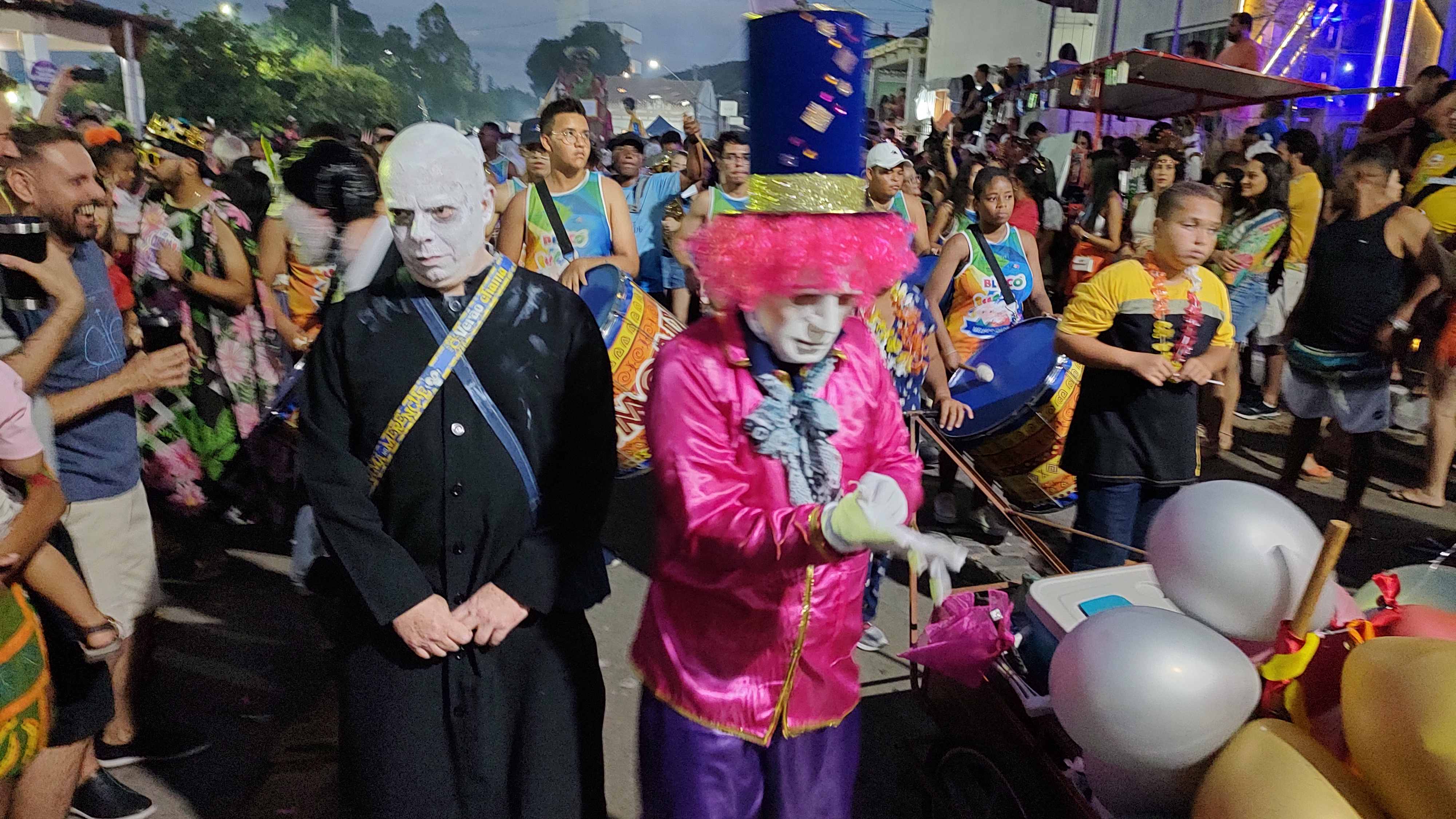
Fantasiados na folia: cosplayers de Uncle Fester e Chapeleiro Louco.